# Jeseníky
Jeseníky este o arie protejată (arie de protecție specială avifaunistică — SPA) din Republica Cehă întinsă pe o suprafață de 52.164,54 ha, integral pe uscat.

## Localizare
Centrul sitului Jeseníky este situat la coordonatele 50°06′21″N 17°14′04″E / 50.105833°N 17.234444°E.

## Înființare
Situl Jeseníky a fost declarat arie de protecție specială avifaunistică în decembrie 2004 pentru a proteja 2 specii de animale.

## Biodiversitate
Situată în ecoregiunea continentală, aria protejată nu include niciun habitat protejat.
La baza desemnării sitului se află mai multe specii protejate de  păsări (2): cocoșul de mesteacăn (Bonasa bonasia), cristeiul de câmp (Crex crex).